# Кубовая (железная дорога)
Кубова́я — отдельно стоящее небольшое одноэтажное здание на территории пассажирской станции с встроенным специальным оборудованием для подготовки и водоразбора кипятка, горячей и холодной воды для питьевого водоснабжения пассажиров пассажирских поездов.
Кубовой называется также помещение из состава вспомогательных помещений буфета или ресторана (пищеблока) железнодорожного вокзала для подготовки горячей воды для собственных нужд.

## История и техническое устройство
После начала строительства железных дорог в России и появления регулярного железнодорожного сообщения возникла необходимость создания комфортных условий для пассажиров в пути. В 1860-х годах отечественные вагоностроители, в целом, успешно решили технические проблемы отопления в пассажирских вагонах и устройства туалетов, однако проблема питьевого водоснабжения, в частности, приготовления кипятка в пути, долгое время не решалась.
В связи с этим организаторы российских железных дорог приняли решение о водоснабжении пассажиров поездов на станциях со специальных водоразборных пунктов, названных кубовыми. Одно из основных требований к воде из этих источников водоснабжения — бактериологическая чистота воды, исключающая возникновение инфекционных заболеваний.
К кубовым подводился водопровод для питьевого водоснабжения, часть воды из которого выводилась наружу водоразборным краном для потребления, а часть поступала для кипячения в водонагревательный бак. Водонагревательный бак или «куб» имел расположенную под ним топку для сжигания дров или угля для постоянного поддержания температуры кипения воды в баке. Кипячёная вода постоянно выводилась наружу через другой кран для кипятка. Таким образом, из стены кубовой для потребителей выводились два водоразборных крана: для холодной воды и для кипятка.
Работала кубовая по снабжению кипятком и холодной воды круглосуточно. Истопники (кубовщики), обслуживавшие кубовую, чтобы обеспечить такой режим постоянного кипячения воды, работали посменно, также круглосуточно.
При остановке пассажирского поезда кипяток и холодная вода в кубовых набирались для пассажиров вагонов первого и второго класса проводниками в специальные ведёрные чайники, а пассажирами вагонов третьего класса — самостоятельно в свои ёмкости.
В годы Первой мировой войны, Гражданской войны в России, Великой Отечественной войне кубовые обеспечивали кипятком и питьевой водой поезда с военнослужащими, эвакуированными и беженцами.
В 1930-е годы ряд пассажирских станций внедрил кипячение воды электрическими подогревателями во вспомогательных помещениях здания вокзала, и эти помещения стали называться кубовыми.
В 1950-е годы стали производиться пассажирские вагоны с котлами для приготовления кипятка (титанами), и прежняя необходимость в кубовых отпала.
Большинство кубовых после демонтажа оборудования были реконструированы в технические помещения, кладовые, сараи, торговые киоски и прочее. Часть кубовых была снесена.

## Архитектурно-планировочное решение
Кубовые входили в типовой состав капитальных строений малых и средних пассажирских железнодорожных станций Российской империи.
Место для строительства кубовых выбиралось недалеко от вокзала у перрона в ближайшей доступности для пассажиров поездов, но и с учётом противопожарных правил и санитарных требований к подобным объектам. В кубовых использовался открытый огонь, имелась дымовая труба, всегда был запас топлива и невывезенная выгоревшая зола. Имелся риск возникновения пожара и перенос его на другие объекты станции. Все эти обстоятельства были учтены при проектировании и кубовые делали отдельно стоящими зданиями.
Кубовые, являясь частью застройки вокзальных зданий и сооружений второй половины XIX века — первой половины XX века, проектировались и выполнялись архитекторами вместе с каждой станцией в едином архитектурном стиле, и в ряде случаев представляют архитектурно-исторический интерес своим изысканно-утончённым исполнением.